# Luigi Pellizzo
Luigi Pellizzo (Costapiana di Faedis, 26 febbraio 1860 – Faedis, 14 agosto 1936) è stato un arcivescovo cattolico italiano.

## Biografia
Luigi Pellizzo nasce il 26 febbraio 1860 a Costapiana di Faedis (UD) da Domenico e Rosa Costaperaria. Nel 1871 la famiglia si trasferisce a Udine. Nel 1872 entra nel seminario di Udine. Nel 1884 viene ordinato sacerdote ed è inviato a Roma come alunno del Pontificio seminario lombardo. Nel 1886 si laurea in diritto canonico presso l'Università Gregoriana e torna a Udine dove insegna storia e diritto canonico presso il seminario da lui stesso frequentato anni prima.
Nel 1894 assume la carica di vicerettore e nel 1900 sostituisce monsignor Pierantonio Antivari alla guida della struttura ecclesiastica.
Sempre nel 1900 si prodiga affinché nascano nuove forme di divulgazione cattolica e dalla sua spinta prendono vita il quotidiano Il crociato e il settimanale Il piccolo crociato.
Nel 1904, a seguito di un aumento di vocazioni, inizia la costruzione del nuovo seminario minore a Rubignacco, frazione di Cividale del Friuli.

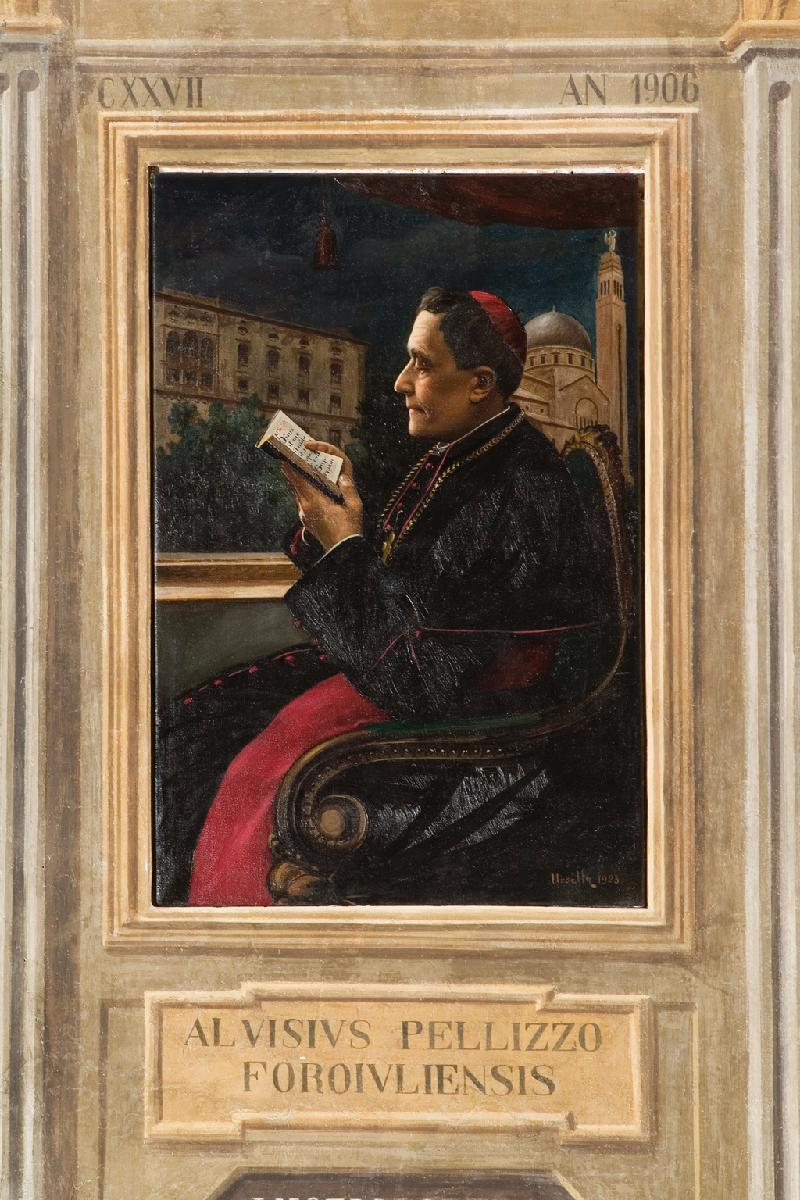
Ritratto del vescovo nella Sala dei Vescovi

Il 13 luglio 1906, dopo la morte del vescovo Giuseppe Callegari, è nominato vescovo di Padova e si insedia nella sede vescovile il 2 maggio 1907.
Subito inizia una profonda ristrutturazione della diocesi e come già fatto a Udine favorisce la nascita di testate giornalistiche di ispirazione cattolica.
Il 5 gennaio 1908 nasce per suo espresso volere il giornale La Difesa del popolo.
Pesanti sono gli anni della Grande Guerra: «era risaputo che mons. Pellizzo, proveniente da una zona di confine con l'Austria, professava chiaramente sentimenti italiani e auspicava la liberazione delle regioni nord-orientali dell'Italia dal dominio straniero».
Tra il 15 giugno 1915 e il 30 novembre 1918 scrive a papa Benedetto XV centoquarantasei lettere che informano il papa sulle drammaticità della prima guerra mondiale.
Dal 1912 al 1921 (con una lunga interruzione dovuta alla guerra) compie la visita pastorale alla diocesi; nel 1921 inizia la seconda visita, che resterà incompiuta.

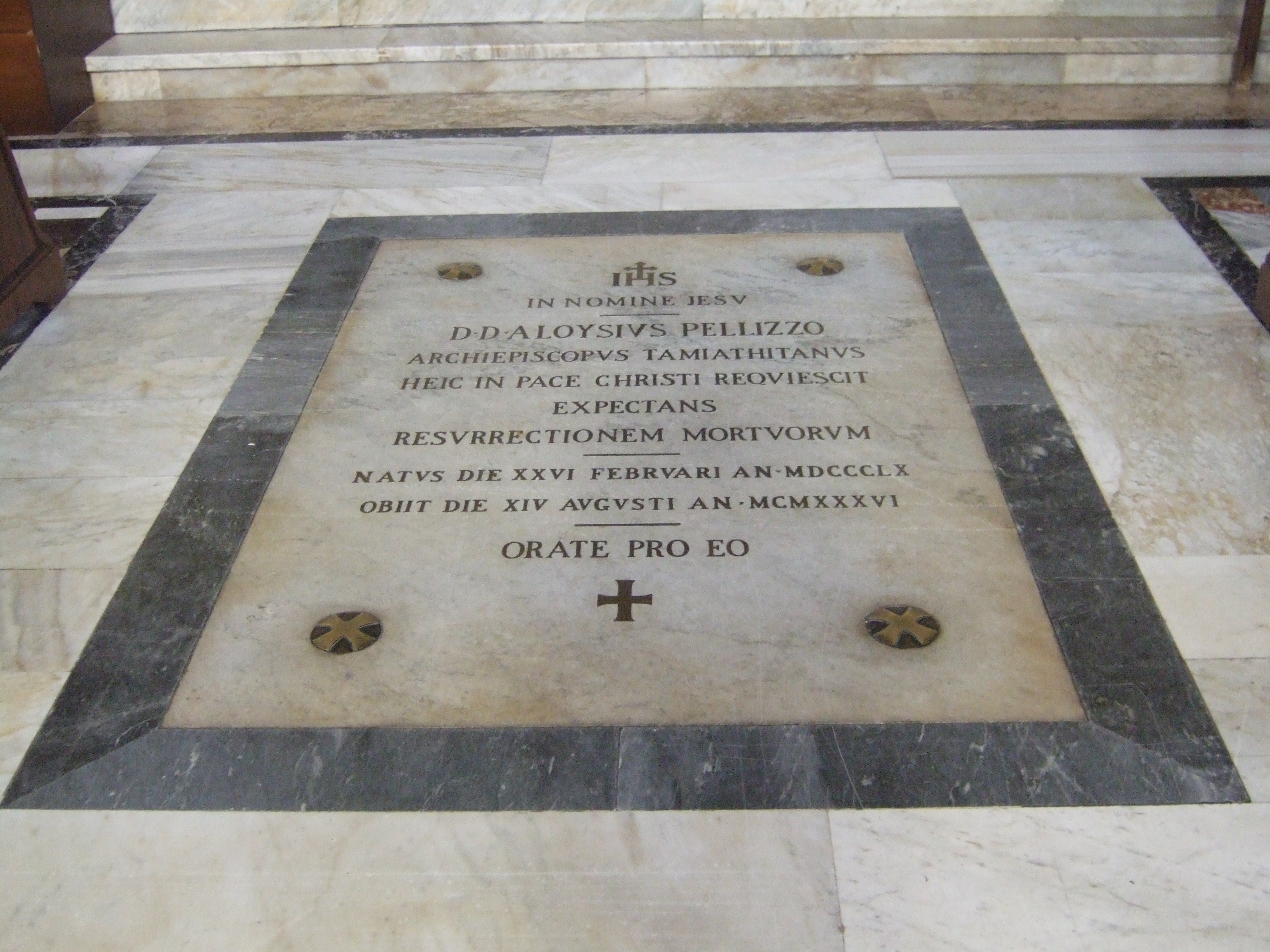
Chiesa parrocchiale di Faedis - La tomba di mons. Pellizzo.

Come vescovo di Padova promuove le rivendicazioni sociali, la proiezione politica dei cattolici e la presenza pubblica della Chiesa, destando preoccupazioni nelle autorità civili per l'autonomia della sua condotta, che non si piegava a un docile adattamento moderato. Per Pellizzo rientrava nei compiti di cura delle anime l'interesse per lo stato materiale dei contadini e degli operai, dati i rischi per la fede che egli vedeva nel socialismo.
Nel 1923, mentre è impegnato nella seconda visita pastorale alla diocesi, viene improvvisamente chiamato a Roma per conferire col papa Pio XI. Parte da Padova il 5 marzo e, dopo il colloquio col Papa, non fa più ritorno in diocesi, venendo trattenuto a Roma con l'incarico di segretario-economo della Fabbrica di San Pietro; contestualmente viene nominato arcivescovo titolare di Damiata.
Muore il 14 agosto 1936 a Faedis, suo paese natale, e viene sepolto nella locale chiesa.

## Genealogia episcopale e successione apostolica
La genealogia episcopale è:
- Cardinale Scipione Rebiba
- Cardinale Giulio Antonio Santori
- Cardinale Girolamo Bernerio, O.P.
- Arcivescovo Galeazzo Sanvitale
- Cardinale Ludovico Ludovisi
- Cardinale Luigi Caetani
- Cardinale Ulderico Carpegna
- Cardinale Paluzzo Paluzzi Altieri degli Albertoni
- Papa Benedetto XIII
- Papa Benedetto XIV
- Papa Clemente XIII
- Cardinale Marcantonio Colonna
- Cardinale Giacinto Sigismondo Gerdil, B.
- Cardinale Giulio Maria della Somaglia
- Cardinale Carlo Odescalchi, S.I.
- Cardinale Fabio Maria Asquini
- Cardinale Giuseppe Luigi Trevisanato
- Cardinale Domenico Agostini
- Cardinale Giuseppe Callegari
- Arcivescovo Pietro Zamburlini
- Arcivescovo Luigi Pellizzo

La successione apostolica è:
- Vescovo Carlo Liviero (1910)
- Vescovo Pietro Zanolini (1910)